# دم‌پارویی زرین‌پوش
دم‌پارویی زرین‌پوش(نام علمی: Prioniturus platurus) نام یک گونه از سرده دم‌پارویی است.